# Lee Lim-saeng
Lee Lim-Saeng (Incheon, 18 de novembro de 1971) é um ex-futebolista profissional sul-coreano, defensor, atualmente é treinador do Home United, de Singapura.

## Carreira
Lee Lim-Saeng representou a Seleção Sul-Coreana de Futebol nas Olimpíadas de 1992 e 1996.